# Pasaje de Dey Street
El pasaje de Dey Street, también llamado Dey Street Concourse, es un pasaje subterráneo de 110 metros de longitud ubicado en Manhattan (Nueva York), construido como parte del proyecto Fulton Street Transit Center para rehabilitar el complejo de dicha estación y mejorar la conectividad en el Bajo Manhattan. Se encuentra bajo Dey Street, entre Broadway en su extremo oriental y Church Street en su extremo occidental.

## Concepto
Durante la fase de planificación del proyecto del Fulton Center, hubo numerosas alternativas para un pasaje que conectara Church Street y el complejo de Fulton Street. Estas alternativas incluían un túnel peatonal, con trasbordo de pago, bajo la acera. También se planearon varias configuraciones dentro del edificio principal del Fulton Center, incluyendo un enlace diagonal entre un túnel bajo Dey Street y el entresuelo de los trenes A y C en el centro de tránsito del Fulton Center. El diseño del proyecto principal cambió con mucha frecuencia durante la planificación, pero después de muchos análisis, se decidió que se construiría un túnel de 40 pies (12 metros) de ancho bajo Dey Street, sin un trasbordo de pago entre el complejo de Fulton Street y la estación de Cortlandt Street.
La decisión de la Autoridad Metropolitana del Transporte (MTA) de no permitir un trasbordo de pago se basó en la premisa de que las calles Broadway y Church son calles críticas en dirección norte-sur. Un pasillo sin pagar permite a los no pasajeros moverse por el Bajo Manhattan sin tener que cruzar esas calles. Además, el pasillo conecta directamente con el centro de transporte del World Trade Center, cuya conexión se inauguró en el recinto del World Trade Center en mayo de 2016, y con los demás edificios del World Trade Center, así como con un nuevo pasillo hacia el World Financial Center.
Sin embargo, debido a las preocupaciones presupuestarias, la anchura del túnel se había reducido de 40 pies (12 m) a 29 pies (8,8 m). El mencionado transbordo entre las estaciones de Cortlandt Street y Chambers Street-World Trade Center se realizó finalmente y se inauguró a finales de 2017.

## Construcción

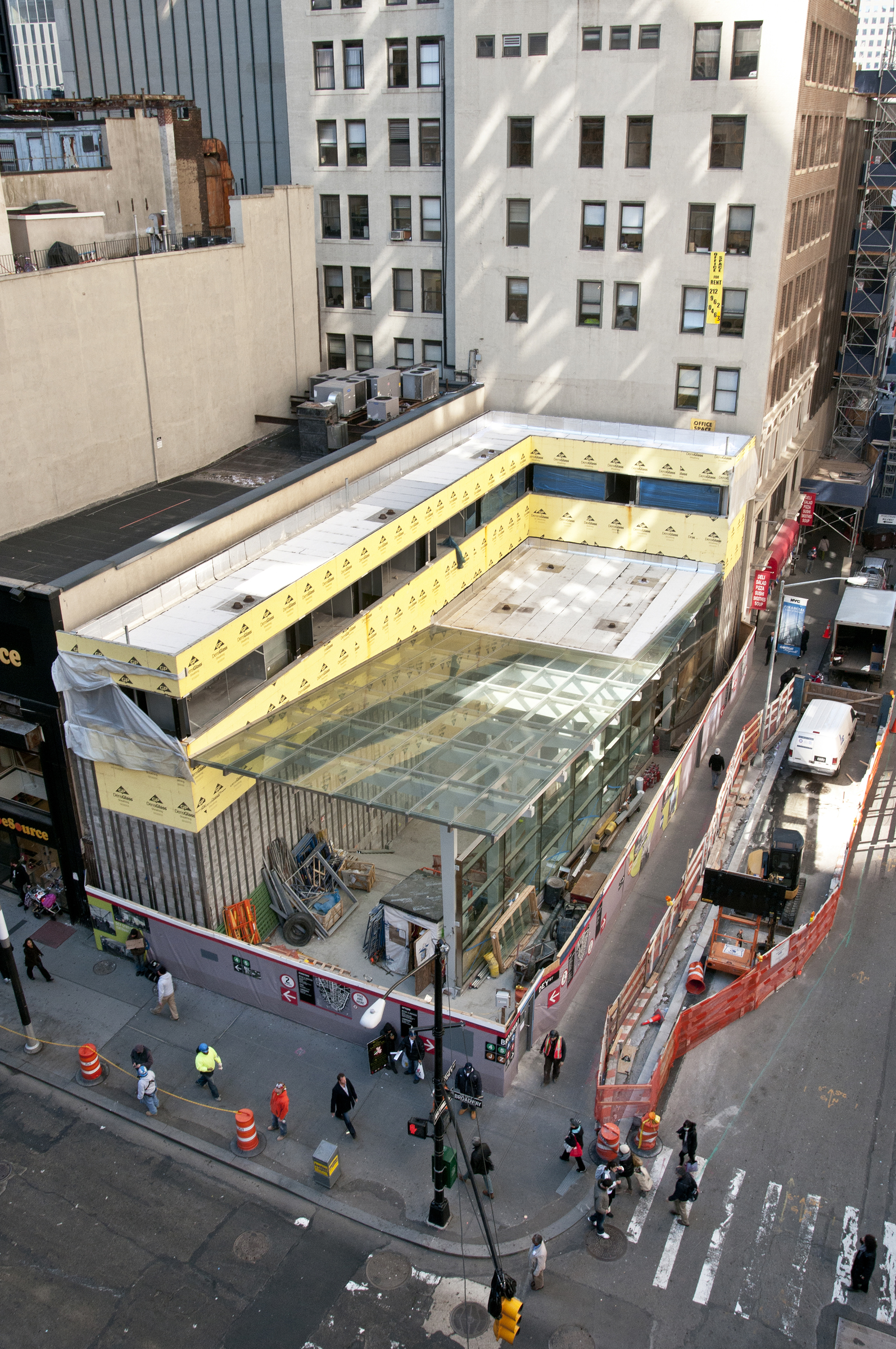
El paso, en última fase de construcción, en 2012.

El contrato para la construcción del paso se otorgó el 29 de julio de 2005 a Slattery Skanska. La construcción comenzó en 2005, con el cierre de la estación de Cortlandt Street en la línea BMT Broadway, que cerró el 20 de agosto de 2005, y de Dey Street propiamente dicha. Para la construcción del túnel se utilizó la técnica de corte y recubrimiento. El 29 de enero de 2007 se demolió un edificio situado en la esquina de Dey Street y Broadway para crear una cabecera o entrada para la nueva instalación.
El túnel tendrá una anchura de 29 pies (8,8 m); estaba previsto que tuviera 40 pies (12 m) de ancho, pero debido a los costes financieros tuvo que reducir su tamaño. Unirá la salida en medio de los andenes de la línea IRT de Lexington Avenue del complejo de Fulton Street con el centro de transporte del World Trade Center.
Una vez concluidas las obras de corte y recubrimiento, Dey Street reabrió al tráfico el 24 de noviembre de 2008. El andén de la parte alta de la estación de Cortlandt Street reabrió el 25 de noviembre de 2009. Las obras de acondicionamiento de gran parte del pasaje de Dey Street, incluida la colocación de baldosas en el suelo y en las paredes, están en marcha desde el 5 de agosto de 2012.
El 6 de septiembre de 2011, una parte del paso subterráneo de la calle Dey se abrió como paso inferior de los trenes N, R y W en Cortlandt Street, lo que permitió la reapertura del andén en dirección sur, que no tiene acceso a nivel de calle en el lado occidental de Church Street. Un falso muro blanco separaba el paso subterráneo abierto del resto del pasillo. Una presentación de progreso de la MTA en junio de 2012 había sugerido que habrá control de tarifas en el nivel del paso inferior/pasillo, junto con el acceso del ascensor.
Originalmente se esperaba que la cabecera abriera el 31 de julio de 2012, pero se inauguró el 8 de octubre de 2012. En la actualidad, sirve como entrada para los trenes 4 y 5 en dirección sur, y como punto de acceso principal para el Dey Street Passageway, que se abrió el 10 de noviembre de 2014, antes de lo previsto. La conexión con el centro del World Trade Center se abrió el 26 de mayo de 2016.